# Cellaria praelonga
Cellaria praelonga är en mossdjursart som beskrevs av Harmer 1926. Cellaria praelonga ingår i släktet Cellaria och familjen Cellariidae. Inga underarter finns listade i Catalogue of Life.